# Astrometri
Astrometri er den del af astronomien, der omhandler stjernernes og andre himmelobjekter positioner, både i forhold til Jorden og til hinanden og deres bevægelser. Med astrometri kan man regne ud, hvordan stjerner bevæger sig over flere år.